# تومي لي (لاعب كرة قدم)
تومي لي (بالإنجليزية: Tommy Leigh)‏ هو لاعب كرة قدم بريطاني (وحمل سابقاً جنسية المملكة المتحدة لبريطانيا العظمى وأيرلندا) في مركز الهجوم، ولد في 2 فبراير 1875 في دربي في المملكة المتحدة، وتوفي في 24 يناير 1914. لعب مع ديربي كاونتي ومانشستر يونايتد ونادي برينتفورد وBurton Swifts F.C. ‏ وNew Brighton Tower F.C. ‏.